# کتی سکف
کاترین آن سکهاف (به انگلیسی: Kathryn Ann "Katee" Sackhoff) (زاده ۸ آوریل ۱۹۸۰ میلادی) معروف به کیتی سکهاف بازیگر شناخته‌شده آمریکایی است، او فعالیت خود را از سال ۱۹۹۸ یعنی زمانی که تنها ۱۸ سال داشت آغاز کرده و هم‌اکنون نیز به انجام حرفه بازیگری مشغول است.

## زندگی شخصی
او در سال ۱۹۸۰ میلادی در اورگان، آمریکا چشم به جهان گشوده است، مادرش هماهنگ‌کننده برنامه بود و پدرش توسعه دهنده زمین است، او برادری به نام اریک نیز دارد که دارای مغازهٔ تغییر اتومبیل در نزدیکی پرتلند است.
کتی در دبیرستان غروب بورتون در ایالت اورگان تحصیل کرده، او از دوران دبیرستان علاقه‌اش را به سینما و ورود به هالیوود به خوبی نشان می‌داد.

## ماجرای داشتن سرطان
اخبار ناشی از آن است که کتی سکف در سکانسی از فیلمبرداری در سال ۲۰۰۹ از حال می‌رود و پس از انتقال به بیمارستان معلوم می‌شود که سرطان تیروئید دارد که با موفقیت درمان شد.

## حرفه
او در سینما آمریکا؛ هالیوود و همچنین زمینه‌های تلویزیونی فعالیت می‌کند.
از سریال‌های معروفی که او آن‌ها نقش ایفا کرده می‌توان به آثار زیر اشاره کرد.
- فضاپیمای جنگی:گالاکتیگا (۲۰۰۳ تا ۲۰۰۹)
- هیلو ۳ (۲۰۰۷)
- قانون و نظم (۲۰۰۸)
- تئوری بیگ بنگ (۲۰۰۹)
- ۲۴ (۲۰۱۰)
- فوتوراما (۲۰۱۰)
- سی‌اس‌آی: لاس وگاس (۲۰۱۱-۲۰۱۰)
- پانزده‌ساله و باردار
- نابغه شیطانی سکسی
- مندلورین (۲۰۱۹- تاکنون)
- مبارزه یا پرواز (۲۰۲۵)